# كارل هوغن
كارل هوغن (بالإنجليزية: Carl Hogan)‏ هو عازف قيثارة جاز أمريكي، ولد في 15 أكتوبر 1917، وتوفي في 8 يوليو 1977.

## وصلات خارجية
- كارل هوغن على موقع ميوزك برينز (الإنجليزية)
- كارل هوغن على موقع ديسكوغز (الإنجليزية)